# Теорема існування
Теорема існування, в математиці — це теорема, що починається з утвердження «існує…», або, у більш загальному вигляді, «для всіх х та у… існує…». Це означає, що в більш формальній термінології логіки першого порядку, це є теоремою з попереджанною нормальною формою за участи квантифікації існування. Іншими словами, це твердження, що встановлює, за яких умов існує рішення математичної задачі або математичного об'єкту, наприклад похідної, невизначеного інтегралу, визначеного інтегралу та інших. Теорема існування дозволяє визначити чи існує обчислюваний інтеграл і скільки розв'язків має диференційне рівняння. Для доказу теорем існування використовують теорію множин.  Але більшість з подібних теорем не є такими точними, як це, зазвичай, фіксується в стандартній математичній мові. Як, наприклад, утвердження про те, що синусоїдальна функція є неперервною; або будь-які теореми, написанні з нотацією великого «О». 
Дискусія, що зародилась на початку 20 сторіччя, порушує проблему обмеженої теоретичної частини теореми існування. Теорема залежить від неконструктивних основоположних матеріалів, таких як аксіома нескінченності, аксіома вибору або закон виключеного третього. Такі теореми не дають ніяких вказівок про те, як показувати або будувати об'єкт, про існування якого запитується. З математичної точки зору, визначивши ці самі об'єкти, математика втрачає конкретне застосування. Протилежна точка зору полягає в тому, що абстрактні методи мають широкі наслідки, таким чином, роблячи чисельні методи недійсними.

## Результати «обмеженого» існування
Теорема існування обмежено теоретична, якщо даний доказ не вказує на конструкцію певного об'єкта, про існування якого затверджується. Такий доказ не є конструктивним і головна частина полягає в тому, що весь даний підхід може не підходити до конструкції. Теореми першого типу називаються конструктивними теоремами існування, теореми другого типу - теоремами чистого існування. Конструктивні теореми існування зазвичай доводяться складніше ніж теореми чистого існування, тому що на певному етапі розвитку математики їх може просто не існувати.
З точки зору алгоритмів, обмежено теоретична теорема існування обходить всі алгоритми для пошуку того, що затверджує існування. Вони порівнюються з «конструктивістською» теоремою існування. Багато математиків-конструктивістів працюють з поширеною логікою (такою, як інтуїтивна логіка).
Такі обмежені теоретичні результати існування поширені в сучасні математиці. Наприклад, оригінальний доказ Джона Неша про існування рівноваги Неша, у 1951 році, був подібним до теоремою існування. В 1962 віднайшли конструктивний підхід.

## Конструктивістські ідеї
З іншого боку, спостерігалося значне уточнення, чим є конструктивна математика; без застосування «основної теореми про рекурентні співвідношення». Наприклад, відповідно до визначення Еррета Бішопа, неперервність такої функції, як sin x, має бути доведено у вигляді конструктивної прив'язки на модуль безперервності; це буде означати, що екзистенціальний зміст твердження неперервності — це обіцянка, що буде завжди дотримана. Можна зробити ще одне пояснення через теорію типів, в якій доказ твердження про існування може існувати тільки від терміну (що ми бачимо як обчислювальний зміст).